# Escriptura kuixan

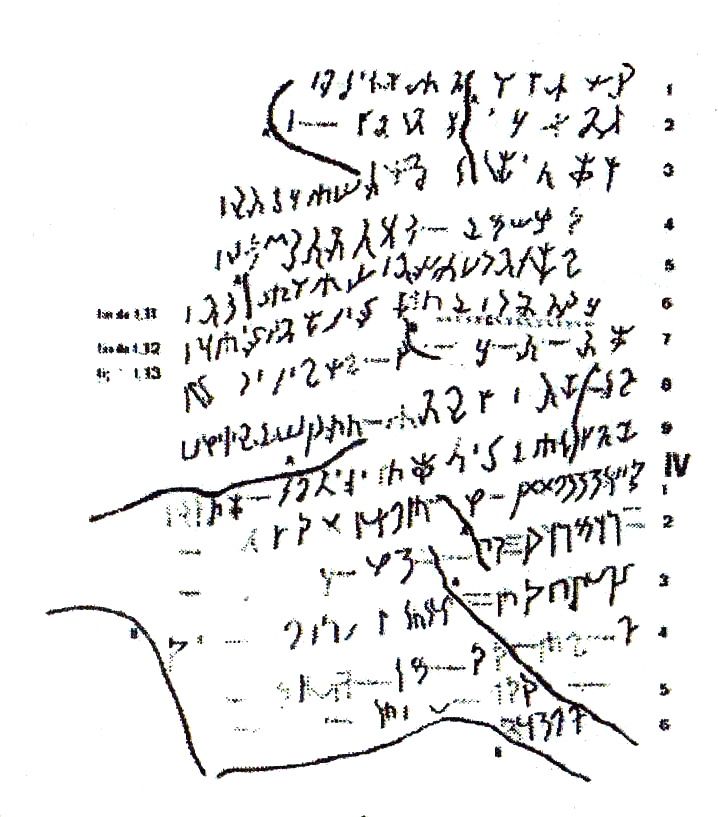
Facsímil de la part de la inscripció trilingüe (ara destruïda) de Dasht-e Nawor (Dasht-i Nawūr, Sistan, Afganistan) en escriptura issik-bactriana

L'escriptura kuixan és un sistema d'escriptura, de tipus alfasil·làbic, que s'escriu de dreta a esquerra, emprada per a registrar la llengua irànica mitjana relacionada amb la llengua bactriana. Es va emprar en parts d'Àsia Central entre el 600-200 abans de la nostra era (depenent de l'antiguitat de l'escriptura Issik) i 700 després de la nostra era, inclòs l'Imperi kuixan, associat als nòmades de l'estepa euroasiàtica en l'antiga Bactriana. La van descobrir uns arqueòlegs en la dècada dels 1950. Les restes textuals apareixen en escultures en parets de coves i ceràmica pintada. La major part del que es va escriure es devia registrar en fulles de palma o escorça de bedoll que s'hauria descompost. La va utilitzar l'administració kuixan juntament amb les escriptures grega i kharosthi. L'escriptura kuixan tenia menys de 30 signes, uns 25. Possiblement es tracta d'un escriptura derivada de l'arameu imperial, modificada amb diacrítics. Se'n van fer intents de desxiframent, la majoria centrats en la instància més antiga de l'escriptura, la Inscripció Issik, sense èxit. El desxiframent parcial fou anunciat l'1 de març del 2023 per un equip de la Universitat de Colònia, quan s'havien determinat els valors consonàntics de 15 signes, 2 lligadures i 4 diacrítics vocàlics. El text és format sobretot per inscripcions curtes originàries del territori dels actuals Tadjikistan, Afganistan i Uzbekistan. Un descobriment important que va permetre avançar-ne en el desxiframent fou una talla bilingüe trobada al riu Almosi, al nord-oest de Tadjikistan, que incloïa una secció en llengua bactriana i escriptura grega antiga. Es va utilitzar, a més de la inscripció trilingüe gandhara-gactriana-kuixan, descoberta en la dècada dels 1960 a Dašt-i Nāwur, a la muntanya Qarabayu d'Afganistan, ja que el nom de l'emperador Vima Takto i el seu títol de Rei de Reis apareixen en tots dos textos.
Vladimir Liwshits assenyalà que la Inscripció d'Issik s'assembla a altres inscripcions posteriors de l'Imperi kuixan, datades dels segles II-III. Això inclou textos trobats a Dašt-i Nāwur, Surkh Kotal, Alexandria d'Oxiana, i altres set inscripcions curtes. V. Liwshits i E. Rtveladze van suggerir anomenar-la escriptura Śaka (escita), perquè sembla que va aparéixer en l'època dels Śaka (escites) i va ser utilitzada pels que es van unir als iuezhi per a establir l'Imperi kuixan. Harmatta proposà al 1999 un desxiframent basat en aquesta hipòtesi. A causa d'algunes desviacions, però, Gérard Fussman plantejà la hipòtesi que podien atribuir-se a diferents sistemes d'escriptura. La hipòtesi saka també fou rebuda amb escepticisme per la possibilitat que la Inscripció d'Issik procedís de Bactriana gràcies al comerç o a l'espoli. El 2014, la majoria d'estudiosos consideraven que l'escriptura romania sense desxifrar.
Alguns investigadors han al·legat semblances amb l'antic alfabet turc i han intentat llegir-les com si fossen inscripcions en turc antic. Com que tots els intents varien àmpliament en el desxiframent, no s'han considerat pas reeixits. Liwshits afirma que això es deu al fet que compartien un origen comú en l'escriptura aramea imperial.